# Tolånga socken
Tolånga socken i Skåne ingick i Färs härad, ingår sedan 1974 i Sjöbo kommun och motsvarar från 2016 Tolånga distrikt.
Socknens areal är 42,0 kvadratkilometer varav 41,07 land. År 2000 fanns här 826 invånare.  Orterna Klasaröd och Eggelstad samt kyrkbyn Tolånga med sockenkyrkan Tolånga kyrka ligger i socknen. 

## Administrativ historik
Socknen har medeltida ursprung. 
Vid kommunreformen 1862 övergick socknens ansvar för de kyrkliga frågorna till Tolånga församling och för de borgerliga frågorna bildades Tolånga landskommun. Landskommunen uppgick 1952 i Östra Färs landskommun som uppgick 1974 i Sjöbo kommun. Församlingen uppgick 2010 i Lövestads församling.
1 januari 2016 inrättades distriktet Tolånga, med samma omfattning som församlingen hade 1999/2000.  
Socknen har tillhört län, fögderier, tingslag och domsagor enligt vad som beskrivs i artikeln Färs härad. De indelta soldaterna tillhörde Södra skånska infanteriregementet, Albo kompani och Skånska dragonregementet, Cimbrishamns skvadron överstelöjtnantens kompani.

## Geografi
Tolånga socken ligger öster om Sjöbo kring Tolångaån/Vollsjöån. Socknen är en småkuperad odlingsbygd med viss skog i sydväst.

## Fornlämningar
Från stenåldern är boplatser funna. Från järnåldern finns gravar. 

## Namnet
Namnet skrevs 1358 Thowalunga och kommer från kyrkbyn. Förleden innehåller sannolikt tova, 'torvrik mark'. Efterleden innehåller långa, 'långsträckt mark' syftande på den långsträckta gräsmarken vid en krök av ån vid kyrkan.